# 栃澤公園站
栃澤公園站（日语：／ Tochigasawa-Kōen eki */?）是位於岩手縣陸前高田市高田町字栃澤210番地，東日本旅客鐵道（JR東日本）的大船渡線BRT巴士站。
大船渡線氣仙沼站至盛站之間的鐵路服務於2020年4月1日廢止。此巴士站是在BRT化以後才設置，因此不是鐵路車站，此巴士站不會計算在JR東日本車站數目內。
隨著陸前高田站市中心遷移，此巴士站建設在新市中心位置。

## 歷史
- 2018年（平成30年）4月1日：巴士站啟用[1]。

## 巴士站構造
巴士站位於一般路道，設有停車灣。與岩手縣交通「陸前高田市政廳前」巴士站位於同一位置。兩方向的乘車處位於同一處。

## 使用狀況
根據「JR東日本」，2019年度（令和元年度）1日平均乘車人次為21人。
| 乘車人次變化       | 乘車人次變化     | 乘車人次變化   |
| 年度               | 1日平均 乘車人次 | 參考資料       |
| ------------------ | ---------------- | -------------- |
| 2018年（平成30年） | 27               | [ 利用客数 2 ] |
| 2019年（令和元年） | 21               | [ 利用客数 1 ] |

## 巴士站周邊
- 陸前高田市政廳（日语：陸前高田市役所）
- 陸前高田市消防防災中心
- 陸前高田市社區會堂
- 栃澤公園[2]
- 大船渡警署（日语：大船渡警察署）高田幹部派出所
- 國道340號（日语：国道340号）高田繞道（日语：陸前高田バイパス#国道340号）
- 三陸自動車道陸前高田交匯處（日语：陸前高田インターチェンジ）
- 東北勞動金庫（日语：東北労働金庫）高田分店

## 相鄰巴士站
東日本旅客鐵道（JR東日本）
■大船渡線BRT
竹駒－栃澤公園－陸前高田

## 注腳

### 使用狀況
1. 1 2  . 東日本旅客鐵道.   [2020-07-19]. （原始内容存档于2021-01-10） （日语）.
2. ↑  . 東日本旅客鐵道.   [2019-07-24]. （原始内容存档于2020-05-15） （日语）.

## 外部連結
- 車站資訊（栃澤公園）：東日本旅客鐵道（日語）